# Luis Espinosa
Luis Edgar Espinosa Sepúlveda (San Mateo, Boyacá, 17 de noviembre de 1967) es un exciclista colombiano de ruta. En su palmarés se destacan las victorias en la clasificación general de la Vuelta a Costa Rica 1982 y de la Vuelta a México 1985.

## Palmarés
1990
- 1 etapa de la Vuelta al Táchira
- Clasificación de los jóvenes en el Clásico RCN
- Clasificación de los jóvenes en la Vuelta a Colombia

1991
- 2º en la Vuelta a Austria

1992
- 2º en el Campeonato de Colombia en Ruta
- Vuelta a Costa Rica[2]
- 2º en la Vuelta a Colombia y clasificación de la combinada
- 3º en el Clásico RCN

1993
- 3º en la Vuelta a Portugal, más 1 etapa

1995
- Vuelta a México

1996
- Vuelta al Tolima, Colombia

2000
- Clásica de Anapoima
- 1 etapa del Clásico RCN

2002
- 1 etapa de la Vuelta a Chiriquí

## Resultados en las grandes vueltas
| Carrera         | 1992 | 1993 | 1994 | 1995 | 1996 | 1997 |
| Tour de Francia | -    | -    | -    | -    | -    | -    |
| Giro de Italia  | 51.º | Ab.  | -    | -    | -    | -    |
| Vuelta a España | -    | Ab.  | 12°  | -    | -    | -    |

-: no participa 

Ab.: abandono

## Equipos
- Café de Colombia-Aficionado (1990)
- Café de Colombia (1991)
- Manzana Postobón (1992)
- Artiach - Filipinos (1993)
- Artiach - Nabisco (1994)
- Manzana Postobón (1995-1996)
- Petróleos de Colombia - Energía Pura (1997)
- Lotería de Boyacá-Año 2000 Nueva Historia (1998)
- Ciclistas de Jesucristo por la Paz (1999)